# 星斑銼甲鯰
星斑銼甲鯰為輻鰭魚綱鯰形目甲鯰科的其中一種，為熱帶淡水魚，分布於南美洲巴西Buricá、Ijuí、Piratini及Ibicuí河流域，體長可達10.9公分，棲息在底層水域，生活習性不明。

## 扩展阅读
維基物種上的相關：星斑銼甲鯰